# 꽃신 (드라마)
《꽃신》은 1983년 5월 28일에 방영된 TV문학관이다.

## 줄거리
상도(강석우)는 이웃집 꽃신장이의 딸(이경진)에게 청혼했다가 백정의 아들이라는 이유로 거절당한다. 상도는 부산으로 떠났고, 이후 한국전쟁이 터진다. 그는 어느 날 시장에서 결혼을 반대했던 꽃신장이(이신재)와 다시 만나게 되는데...

## 출연
- 강석우
- 이경진
- 이신재
- 김난영
- 문오장
- 정재순
- 하대경
- 홍영자
- 신수강
- 오중훈
- 박정웅
- 공경구
- 김일란
- 이제신
- 이현정
- 조재훈
- 박승규
- 최우백
- 안정훈
- 이희경
- 안대선
- 최마리아